# 81식 지대공 미사일

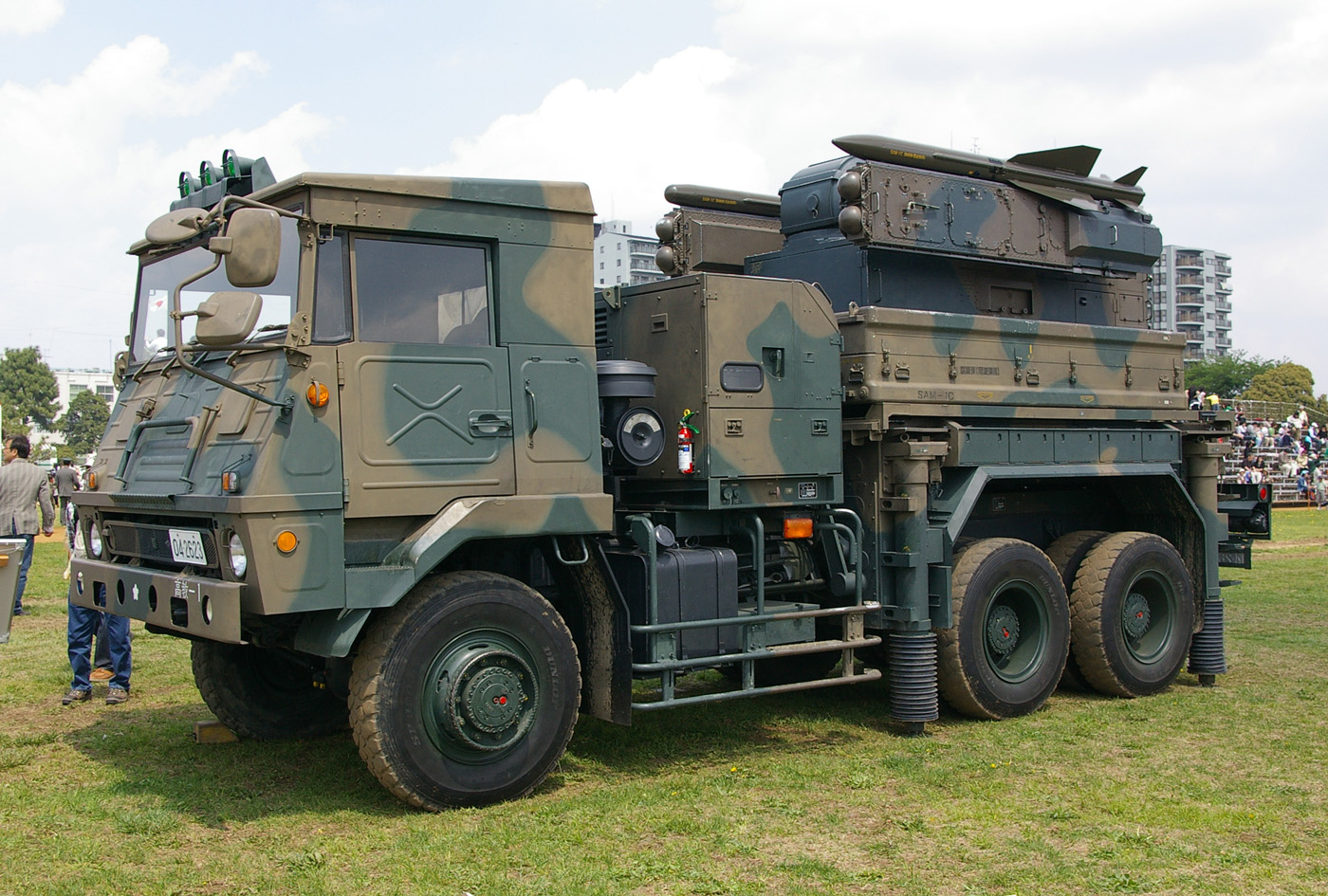
발사장치가 탑재된 차량（육상자위대）

81식 지대공 미사일은 일본의 토시바사에서 생산된 지대공 미사일이다. 약칭으로 SAM-1이라고 부른다.

## 개발과 배치
1960년대 후반부터 개발이 시작되어, 1981년에 제식화되었다.
1982년부터 육상자위대의 각 사단에, 1983년부터 항공자위대의 기지방공용으로, 81식 지대공 미사일(A)가 배치되었고, 1992년부터는 해상자위대의 기지방공용으로 B형이 배치되었다.
1990년까지 육상자위대의 모든 사단에 A형이 배치되었다. 2006년에는 해상자위대의 기지방공용으로 사용된 B형 미사일이 퇴역했다.
현재, 개량형인 C형이 육상자위대에서만 배치되었는데, 항공자위대에서는 대공용으로 알맞지 않다고 판단하여 도입하지 않고 있다.

## 특징
차량으로는 73형 대형 트럭으로 구성되어 있는데 사격통제시설이 탑재된 차량 1대와 발사장치가 탑재된 차량 2대로 구성되어있다. 사격통제장치에는 패시브식의 다단열 레이다를 사용해, 발사 후의 레이다 추적 기능과, 적외선 패시브 유도 방식을 채용하고, 두 개의 목표에 대한 동시 추적과 연속 공격 능력을 가지고 있다.
발사장치는 미사일 4발을 장전할 수 있고, 탑재차량에는 예비탄을 수납할 수 있는 컨테이너가 있다. 발사장치와 조준구를 연결시켜 운용할 수도 있다. 안전책으로는, 비행시간이 설정 시간을 초과할 때, 사격통제장치를 통해 미사일에 자폭 명령을 내릴 수 있다.

## 개량형

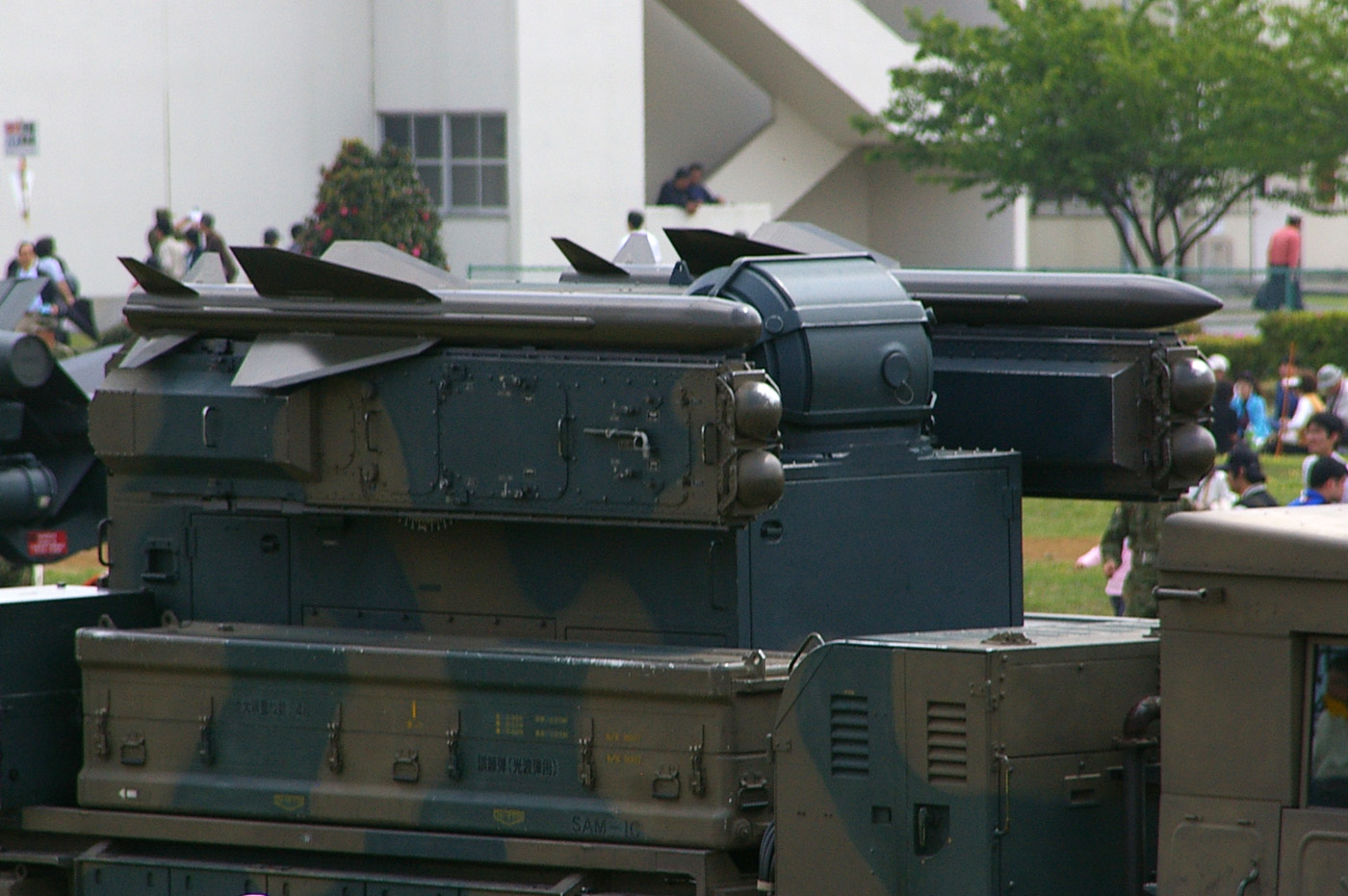
발사기가 탑재된 C형 탄두

### 81식 지대공 미사일(C)(短SAM改)
1989년부터는 개량형이 개발되었는데, 1995년에 적외선/가시광선 유도 방식의 광파탄과 액티브 전파 유도 방식의 전파탄의 두 종류가 제식화되었다. 전파 방해(ECM) 상황에서는 광파탄을, 전자 광학 방해 (EOCM) 상황에서는 전파탄을 사용한다.
短SAM改는 광파 FCS를 탑재해 역방해성과 전천후성이 향상되었고, 고체 로켓 모터의 끝부분에 폴리부타디엔을 수산기로 사용해 연기를 제거했고 추진력을 증가시켜 피발견율을 감소시키고 사정거리를 증가시켰다. 사단 대공 정보 처리 시스템(DADS)와의 연계도 이루고 있으며, 발사기에도 일부 변경된 부분이 있다. 광파탄의 종말 유도 방식은 적외선/가시광선 유도 방식으로 이루어지고, 신관은 레이다 근접 신관이며, 전파탄의 종말 유도 방식은 페이즈 펄스 도플러 레이저(phased pulse doppler seeker)를 이용한 액티브 레이다 유도 방식으로, 신관은 펄스 도플러를 이용한 액티브 레이다 신관이다. 短SAM改는 육상자위대에서만 사용하고 있다.

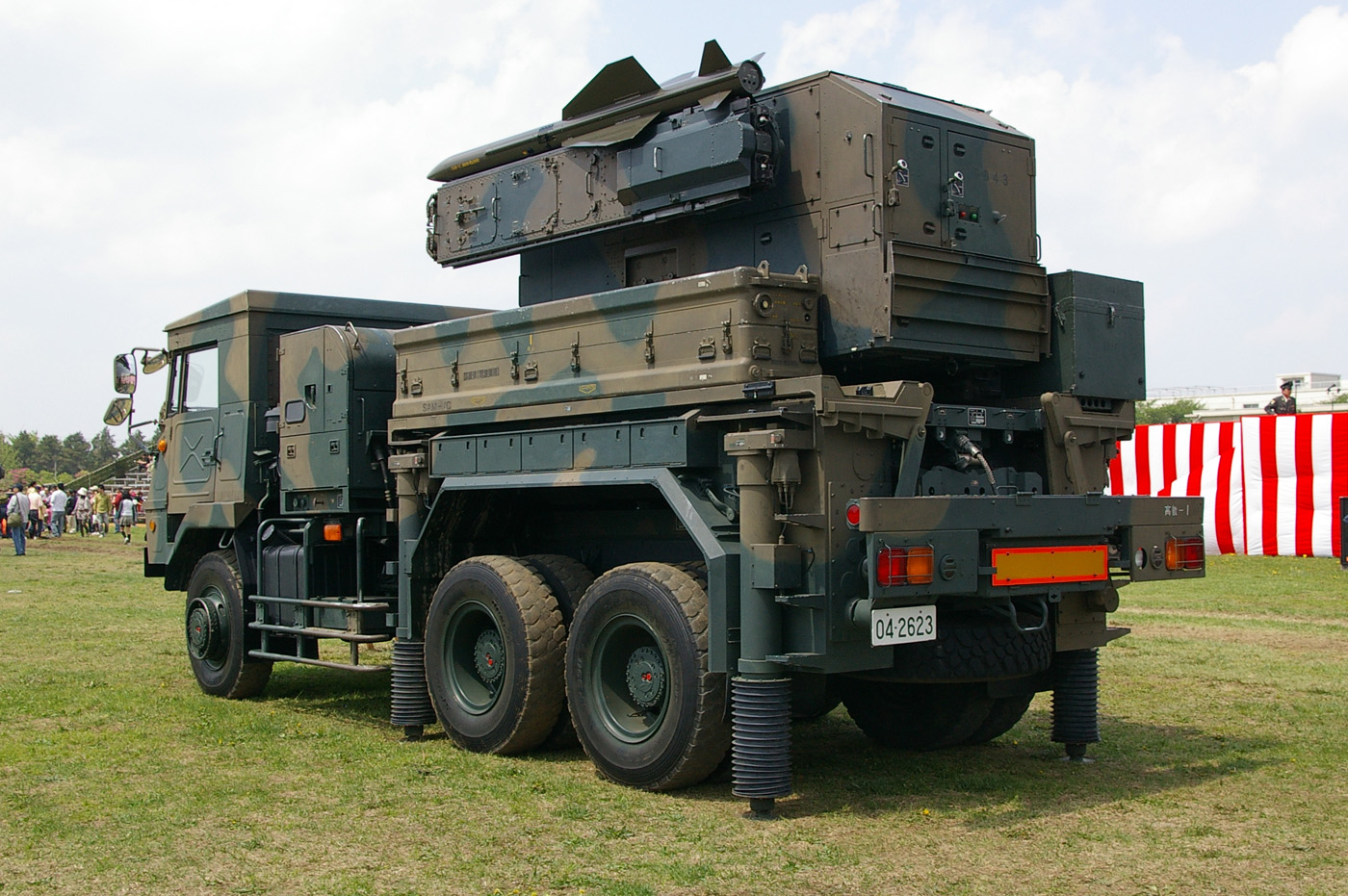
81식 지대공 미사일 (C)
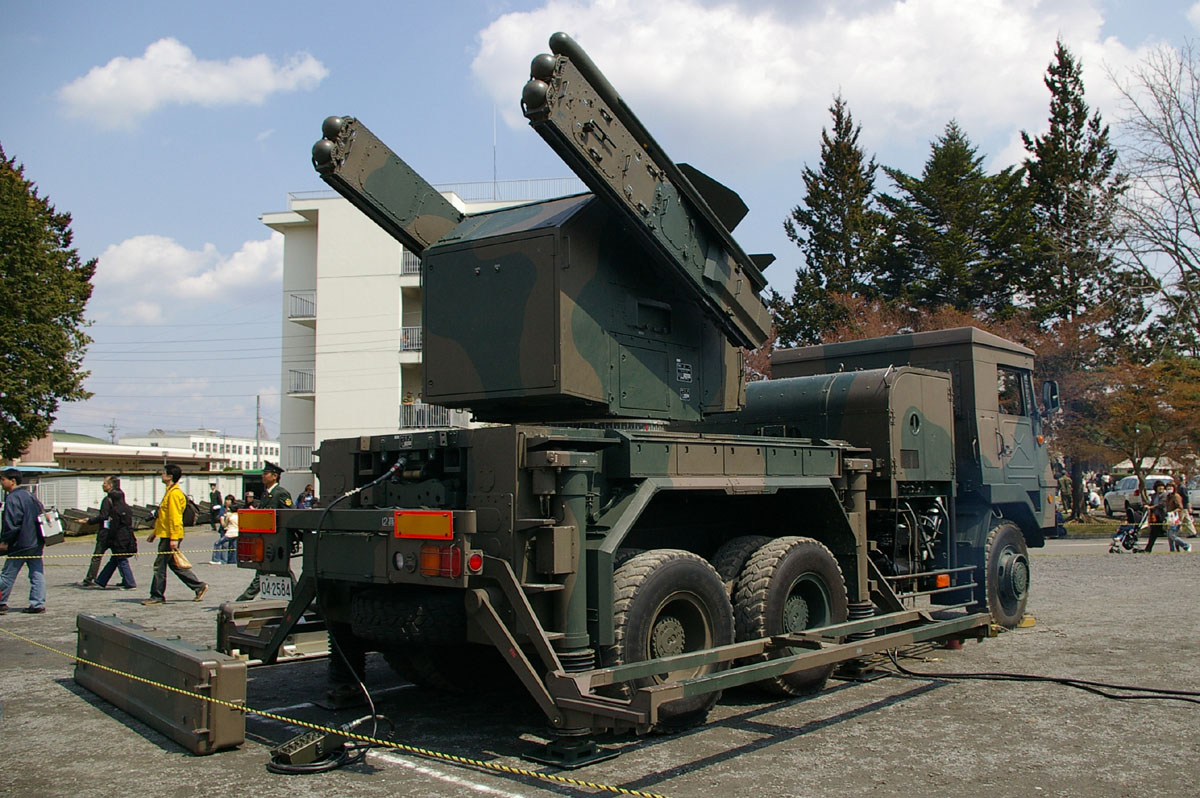
발사 준비 상태의 차량
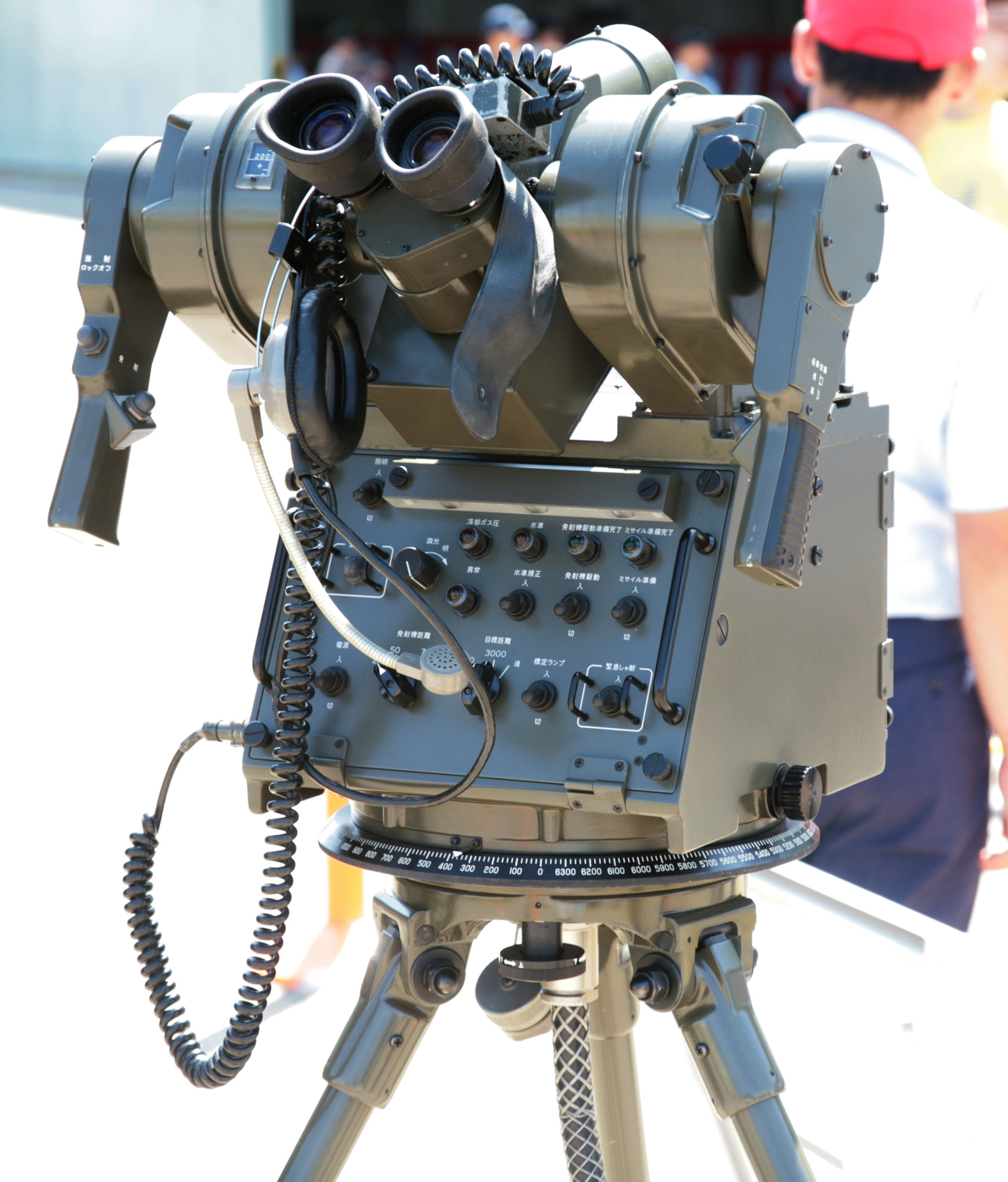
조준구（항공자위대）
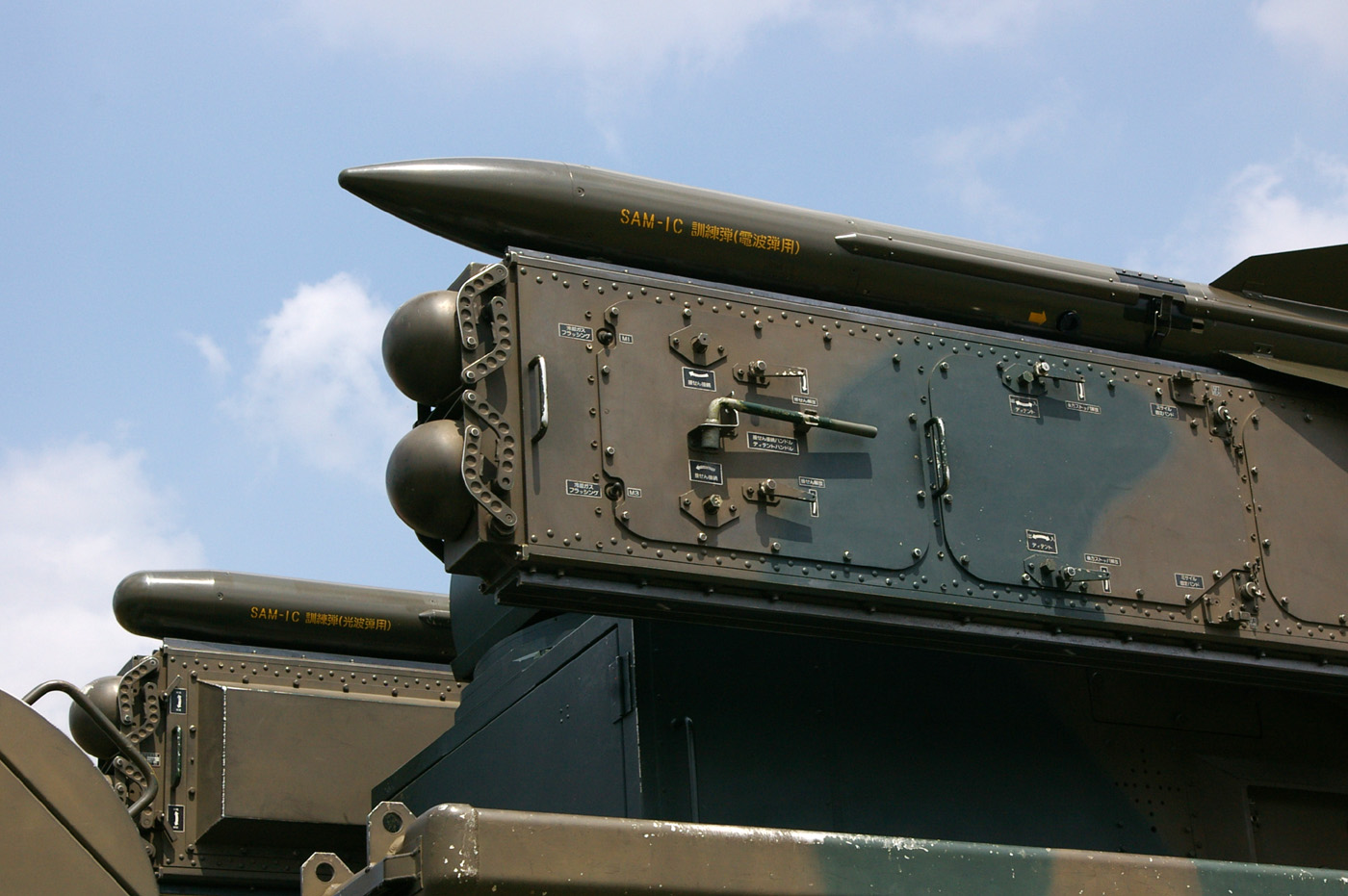
C형 탄두와 발사장치

### 短SAM（改II）/ 기지 방공용 지대공 미사일
1999년부터 2002년까지 이루어진 대공 미사일 연구 성과를 살려, 2005년부터 2009년까지 개량형을 개발했다. 短SAM改와 같이 광파탄과 전파탄으로 구성되어 있고, 캐니스터 발사 방식으로 변경하여 초음속, 소형의 공대지 미사일과 순항 미사일에도 대처할 수 있게 되었다.
육상자위대에는 73식 대형 트럭에 탑재, 항공자위대에는 기지 방공요 지대공 미사일로 고기동차에 탑재된다.

## 성능
SAM-1C

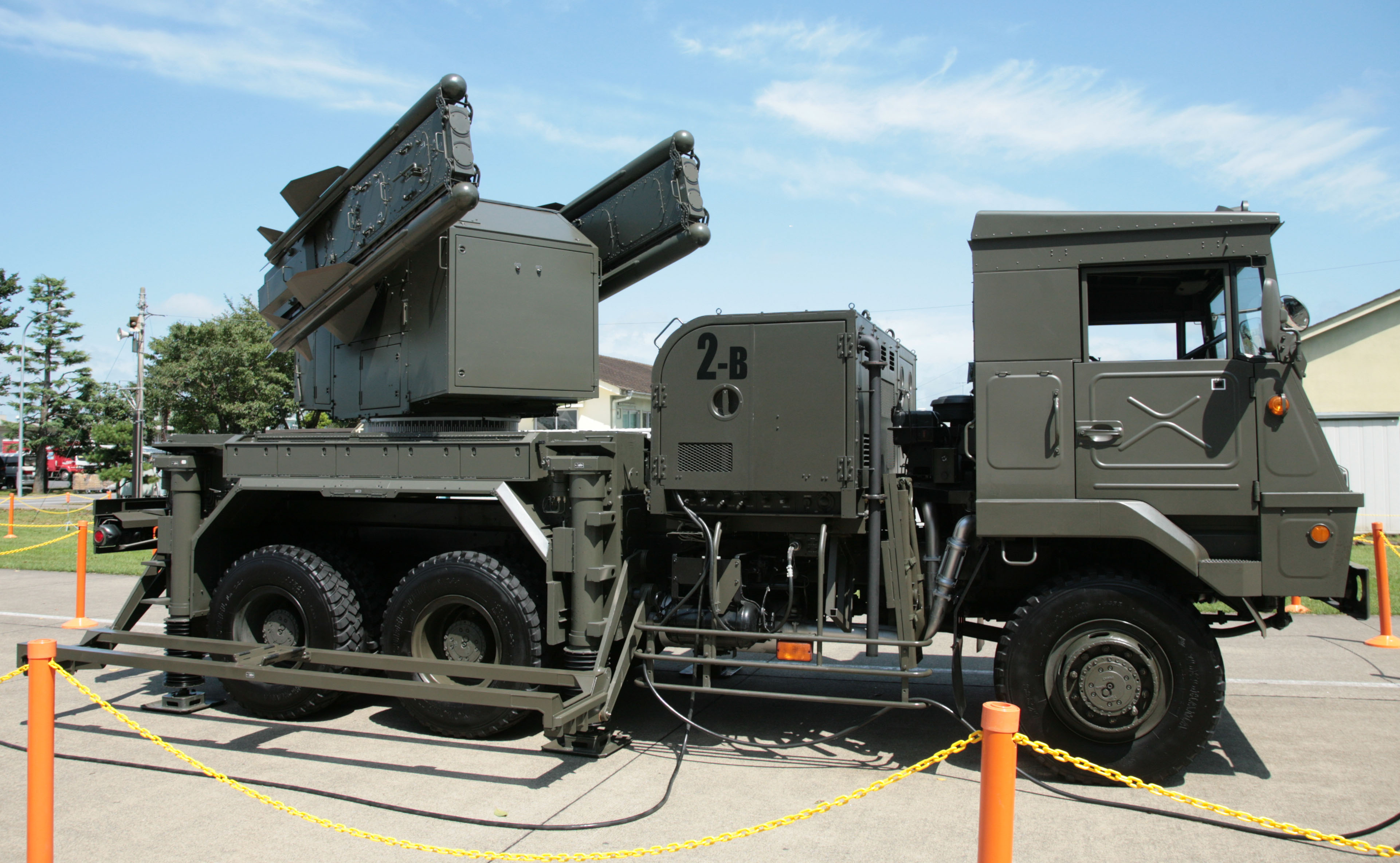
항공자위대 소속의 차량

- 전장：약 2.7m（광파탄） 약 2.85m（전파탄）
- 직경：약 0.16m
- 중량：약 105kg
- 탄두중량：약 9kg
- 최대비행속도：마하 2.4
- 최대유효사거리：약 10,000m
- 최대유효고도：약 3,000m
- ロケット・モーター燃焼時間：約5.5秒

## 외부 링크

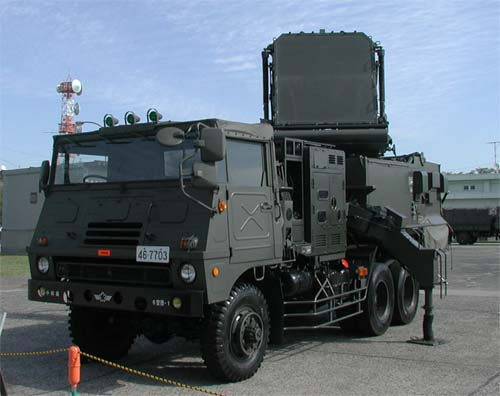
사격통제장치가 탑재된 차량（항공자위대）